# Smart Mob
Smart Mob steht im Deutschen für eine Form des Flashmobs mit politischer, sozialer oder weltanschaulicher Botschaft. Diese seit einigen Jahren unter anderem bei Globalisierungskritikern gängige Organisationsform von Protesten bezeichnet einen kurzen, scheinbar spontanen Menschenauflauf auf öffentlichen oder halböffentlichen Plätzen. Der Begriff wurde von Howard Rheingold in seinem gleichnamigen Buch vorgestellt und bezeichnete eine Form der Selbststrukturierung der sozialen Organisation durch Technologie-vermittelte, intelligente emergente Verhalten.

## Überblick
Das Konzept wurde von Howard Rheingold in seinem Buch Smart Mobs: The Next Social Revolution vorgestellt. Laut Rheingold sind Smart Mobs ein Indiz für die Entwicklung der Kommunikationstechnologien.
Zu diesen wachsenden Technologien gehören Internet, computervermittelte Kommunikation wie Internet Relay Chat und drahtlose Geräte wie Mobiltelefone und Personal Digital Assistants. Mit Methoden wie Peer-to-Peer-Netzwerken und Pervasive Computing ändert sich die Art und Weise, in der die Menschen sich organisieren und Informationen austauschen können. Ein Smart Mob ist eine Gruppe, die sich im Gegensatz zu den üblichen Konnotationen eines Mobs intelligent und effizient verhält, weil sie ein exponentiell wachsendes Netzwerk verbindet. Ein Grund für den Anstieg von Smart Mobs sind die ständig abnehmenden Kosten für die zunehmend leistungsfähigen Mikroprozessoren.
Das Erscheinen solcher Interaktions-Phänomene in komplexen, nicht-linearen Systemen wird als Emergenz bezeichnet. Hakim Bey nennt diese Aktionsformen Temporäre Autonome Zone.
Eine technische Variante ist das Radioballett, eine im Jahre 2002 in Hamburg erstmals aufgeführte Form des Straßenprotestes oder der gewollten Irritation von Passanten. Die Akteure führen ein Radio mit sich und erhalten durch dieses Anweisungen, wie sie sich zu verhalten haben. So werden die Teilnehmer etwa aufgefordert zu winken, zu tanzen, die Hand wie zum Betteln aufzuhalten oder sich auf den Boden zu legen.

## Beispiele
Smart Mobs haben im Jahr 2001 in Manila zum Sturz des unter Korruptionsverdacht stehenden Präsidenten Joseph Estrada beigetragen – wo auch immer der unbeliebte Politiker auftauchte, organisierten Smart Mobber blitzschnell Demonstrationen. Knapp eine Stunde nachdem aktuelle Nachrichten über Korruption verbreitet wurden, wurde eine SMS-Nachricht weitergeleitet: (Go 2EDSA, Wear black). Es erschienen Tausende schwarz gekleideter Demonstranten an öffentlichen Plätzen.
Am 8. September 2007 fand ein bundesweiter Smart Mob gegen Bahnprivatisierung statt. In mehr als 50 Städten nahmen insgesamt mehr als 2000 Menschen teil, teilte das Bündnis Bahn für Alle mit.
In Iserlohn gab es im Januar 2008 einen Softwarefehler bei einer Tankstelle, der den Liter Sprit drei Cent kosten ließ. Die Kunden informierten sofort Freunde und Bekannte, es entstand der Tankstelle ein Schaden über 10.000 Euro.
Bei der Critical Mass treffen sich Radfahrer zu gemeinsamen Ausfahrten, um ihre Präsenz auf der Straße zu zeigen.
Seit 2013 findet regelmäßig an jedem 2. Samstag im Monat in allen größeren deutschen Städten ein Smartmob unter der Bezeichnung „Pflege am Boden“ statt. Ziel dieser Aktion ist, Politik und Gesellschaft auf die Missstände der derzeitigen Pflegesituation in Deutschland aufmerksam zu machen und eine Reformierung der Pflegepolitik zu bewirken, die die Situation für Pflegende, Gepflegte und Angehörige nachhaltig verbessert.

## Rezeption
Warren Ellis schrieb bei Wildstorm eine zwölfteilige Comicserie namens Global Frequency. In dieser beschreibt er eine verdeckt arbeitende Nichtregierungsorganisation, die auf dem Konzept des Smart Mobs beruht. Selbst der Pilotfilm zu einer Fernsehserie wurde gedreht.